# Csenger-Zalán Zsolt
Csenger-Zalán Zsolt (Budapest, 1957. augusztus 22. –) magyar vegyész üzemmérnök, politikus; 2010 és 2022 között a Fidesz – Magyar Polgári Szövetség országgyűlési képviselője volt.

## Életrajz
Általános iskolai tanulmányait Budapesten végezte. A Petrik Lajos Vegyipari Szakközépiskolában érettségizett 1975-ben. 1980-ban vegyész üzemmérnök végzettséget szerzett a Budapesti Műszaki Egyetem Vegyészmérnöki Karán. 1983-ban német, 1985-ben angol külkereskedelmi középfokú nyelvvizsgát tett. 2004-ben a Budapesti Műszaki és Gazdaságtudományi Egyetem és a State University of New York at Buffalo MBA-diplomáját szerzett.
1988-ban alapító tagja volt a Magyar Demokrata Fórum I.-XII. kerületi szervezetének. 2010-ben Zsámbék polgármesterének választották. 2010. május 14.-től a Fidesz – Magyar Polgári Szövetség országgyűlési képviselője 2022-ig bezárólag. Ausztrál nagykövetként folytatja politikai pályafutását. 